# فيفا 19
فيفا 19 (بالإنجليزية: FIFA 19) هي لعبة فيديو تم اصدارها بتاريخ 28 سبتمبر 2018، تعمل على منصات بلاي ستيشن 3، بلاي ستيشن 4، إكس بوكس 360، إكس بوكس ون، نينتندو سويتش ومايكروسوفت ويندوز.

## الإضافات
طور الرحلة (مشوار الاحتراف) - أليكس هنتر كانت بداية طور الرحلة في فيفا 17 مع اللاعب أليكس هنتر (الذي عبر عنه ونمذجه أديتوميوا إدون)، وهو لاعب كرة قدم شاب يحاول أن يجعل بصمته في الدوري الإنجليزي الممتاز. بحيث يتمكن اللاعب من اختيار أي نادي في الدوري الإنجليزي الممتاز للعب به في بداية الموسم تم تطوير الطور في فيفا 18 بحيث شملت المزيد من التباين والتحويلات و «عالم مفتوح» حيث سيكون بامكان اللاعب من اتخاذ بعض «القرارات الحاسمة» التي من شأنها أن تؤثر على مصير هنتر وشركائه وتقسيم أسلوب القصة إلى عدة أقسام، لكل قسم أهدف محددة وسيكون لكل منها أهداف محددة يتعين تحقيقها والوفاء بها لكن في فيفا 19 تم تغيير الطور ليتماشى مع ثلاث شخصيات رئيسية (أليكس هنتر، داني ويليامز وكيم هنتر) ولكل شخصية طوره الخاص حيث تختار نادي من الدوري الإنجليزي ليحترف به داني ويليامز وتلعب مع كيم هنتر مع المنتخب الأمريكي أما أليكس هنتر فهو الشخصية الرئيسية في الطور فيتوجب عليك اختيار نادي أوروبي كبير ليحترف به.
ألتيميت تيم في 12 يونيو 2017 أعلنت EA Sports عن إدراج بعض اللاعبين القدامى أمثال الحارس السوفييتي ليف ياشين والأرجنتيني دييغو مارادونا والفرنسي تييري هنري والبرازيلين بيليه ورونالدو في طور Ultimate Team (وهو طور تبني فيه تشكيلتك الخاصة حسب الدوري أو الجنسية).
دوري أبطال أوروبا تم الإعلان رسميا عن شراء لعبة فيفا 19 لحقوق دوري أبطال أوروبا وسيكون هذا أول جزء من لعبة فيفا يحتوي على دوري أبطال أوروبا.
نمط المهنة ينقسم إلى قسمين:-
مهنة لاعب هو أن تقوم بتصميم لاعبك الخاص وناديه وأن تعيش وتنتقل من فريق إلى آخر كما في الحقيقة
مهنة مدرب هو أن تقوم بتدريب فريق ومنتخب وأن تحقق البطولات وتشتري اللاعبين وبيعهم وتغير أرقامهم ومراكزهم كما في الحقيقة

## الاستقبال
حازت لعبة فيفا 19 على استقبال كبير من محبي ألعاب الفيديو، حيث اعتبرها العديد من نقاد ألعاب الفيديو أفضل من سابقتها فيفا 18، حازت اللعبة على المركز الأول على مخطط مبيعات البرامج في المملكة المتحدة.

## وصلات خارجية
- فيفا 19 على موقع IMDb (الإنجليزية)

- الموقع الرسمي